# Israel Beytenou
Israel Beytenou (en hébreu : ישראל ביתנו, littéralement « Israël (est) notre maison ») est un parti politique israélien laïc et nationaliste généralement classé à l'extrême droite. L'un de ses fondateurs est Avigdor Liberman, un ancien membre du Likoud.
Israel Beytenou est un parti sectoriel, c'est-à-dire qu'il défend avant tout les intérêts de la communauté russophone d'Israël qui est sa base électorale.
Le parti se décrit comme « un mouvement national avec la vision claire de suivre la voie audacieuse de Vladimir Jabotinsky », le fondateur du sionisme révisionniste. Il a principalement représenté des immigrants de l'ex-Union soviétique, bien qu'il ait étendue son attrait à des Israéliens d'autres horizons, notamment certains Druzes.
L’idéologie d’Israël Beytenou est principalement axée autour du maintien des territoires occupés et du rattachement des colonies de Cisjordanie à Israël. Il revendique également le transfert des Arabes israéliens vers les territoires palestiniens. Le parti est un fervent défenseur de la laïcité, et défend l'enrôlement des Juifs ultra-orthodoxes dans l'armée.
Il a participé à de nombreuses coalitions gouvernementales. Avigdor Liberman a notamment été ministre des Affaires étrangères.

## Histoire
Plus d’un million de juifs soviétiques ont émigré vers l'État d'Israël depuis les années 1970 et surtout les années 1990, après l'écroulement de l'URSS.
Le parti a été fondé par Avigdor Liberman afin de regrouper les immigrés juifs provenant de l'ancienne URSS. Cette fondation en 1999 fait suite aux concessions faites en 1997 par Benyamin Netanyahou, ancien dirigeant du Likoud, qui avait amené Liberman à quitter ce parti. Israël Beytenou a provoqué la surprise aux législatives de mars 2006 en remportant 11 sièges à la Knesset, après s’être livré à une surenchère anti-arabe pendant la campagne. Sa percée s’explique, en premier lieu, par la participation massive des ex-immigrants originaires de l'URSS au débat démocratique. En octobre 2006, Avigdor Liberman entre au gouvernement israélien comme ministre des affaires stratégiques. Il est chargé du dossier du nucléaire iranien. Liberman tente depuis de se forger une image d'homme providentiel. « Je veux sauver Israël. Cet État a besoin d'un propriétaire et d'un patron... », a-t-il déclaré, en octobre 2006, dans le quotidien Yediot Aharonot.
D'après le quotidien Le Monde, Israël Beytenou s'oppose aux discussions de paix commencées depuis la conférence d'Annapolis (novembre 2007) sur les questions-clefs du conflit avec les Palestiniens, comme le tracé des frontières, le statut de Jérusalem, le sort des colonies juives et des réfugiés palestiniens. Pour le parti, « Démanteler les colonies sauvages est un casus belli ». La conséquence de cette opposition est le départ du gouvernement d'Ehud Olmert le 16 janvier 2008.
En juillet 2014, le parti quitte l'alliance avec le Likoud, tout en restant dans la coalition gouvernementale ; il reprend ainsi sa liberté de vote au Parlement. 
En mai 2016, il rejoint le gouvernement Netanyahou IV à la demande de Benyamin Netanyahou qui souhaite élargir sa majorité. En novembre 2018, après la démission du ministre Avigdor Liberman, il quitte la coalition gouvernementale.

### Affaires de corruption
Après de premières accusations en 2013, un nouveau scandale de corruption éclabousse en décembre 2014 vingt-quatre des membres du parti, dont les anciens ministres Faina Kirschenbaum et Stas Mesezhnikov, accusés d'avoir détournés des millions de shekels d'argent public et perçus des pots-de-vin. 
L'ancien ministre du tourisme et député Stas Misezhnikov est condamné en octobre 2017 à 15 mois de prison. David Godovsky, ancien chef du siège du parti, est condamné en 2018 à sept ans de prison pour avoir réclamé et accepté des pots-de-vin et pour blanchiment d’argent. Faina Kirshenbaum, ancienne vice-ministre de l’Intérieur et directrice générale du parti, est condamnée en 2021 à dix ans de prison pour corruption, délits fiscaux, blanchiment d’argent, fraude et abus de confiance. L’ancien directeur général du ministère de l’Agriculture, Rami Cohen, est condamné pour corruption et blanchiment d’argent. 

## Idéologie
Israel Beytenou est considéré par la plupart des commentateurs comme un parti d’extrême droite,,,,,,,,,,,. Certains le situent à droite,,,. Il est ultra-nationaliste et laïc.
Le parti prône l'expulsion des Arabes israéliens vers les territoires palestiniens mais se déclare favorable à la création d'un État palestinien. Le parti reconnaît donc une solution à deux États.  Lors de la campagne électorale de 2015, Liberman, connu pour ses outrances anti-Arabes, appelle à « trancher la tête avec une hache » des Arabes israéliens déloyaux. Toutefois, le « jusqu'au-boutisme » anti-Palestinien d'Israel Beytenou a été débordé par le développement d’autres formations extrémistes liées aux colons, ce qui a permis de donner une image plus modérée au parti en comparaison.
Certaines de ses positions ont été décrites comme « ultra-libérales ». Ces positions sont en contradiction avec les postures politiques traditionnelles de la droite, tant nationaliste que religieuse, en Israël.
Pour l'historien et journaliste américano-israélien Gershom Gorenberg, « Lieberman n'est pas un politicien de droite, car il parle de céder des terres. En fait, il est même prêt à céder des terres dont la souveraineté est israélienne. ». Dans un article de février 2009 considéré comme destiné à l'administration Obama, Avigdor Liberman a déclaré qu'Israel Beytenou n'était ni d'extrême droite ni ultranationaliste. L'ancien universitaire et politicien israélien Yehuda Ben-Meir (en), du Parti national religieux, a écrit dans les colonnes d'Haaretz qu'il ne votait pas et ne voterait jamais pour Liberman, mais il a également critiqué la « délégitimation » et la « diabolisation » du parti.
Selon le magazine Time, de nombreux immigrants russes sont attirés par les idées du parti de Liberman. Il note également en 2009 que, selon les analystes, « les sombres perspectives de paix et les récents attentats terroristes infligés par des Arabes israéliens » ont contribué à la popularité de Liberman parmi les autres segments de la société israélienne. Les positions du parti sur les droits LGBT sont fluctuantes. En 2013, lors d'une rencontre avec le rabbin fondamentaliste Shmuel Auerbach, Avigdor Liberman se prononce pour l'interdiction de la marches des fiertés et des festivals gays. En 2021, il soutient la reconnaissance du mariage homosexuel et l'avancement des droits LGBT.
Israel Beytenou est considéré comme ayant appartenu au camp national (en), avec le Likoud et d'autres partis de droite, au sein de la classe politique israélienne. Le parti a néanmoins quitté cette alliance sur fond de désaccords avec les partis ultra-orthodoxes.
- L'essentiel de la plate-forme politique d'Israël Beytenou consiste en un plan de modification des frontières d'Israël afin de séparer la majorité juive du 1,4 million d'Arabes israéliens, dont la loyauté à l'État hébreu est régulièrement mise en doute par son leader[23].
- En mai 2006, Liberman appelle au jugement  des députés arabes israéliens en contact avec le Hamas ou ayant célébré le jour de la Nakba, « la catastrophe », au lieu de celui de l'Indépendance israélienne[23].

## Résultats électoraux
- 2006 : Israel Beytenou réalise ses meilleurs résultats dans les circonscriptions du sud de Tel Aviv 11,08 % (Kadima : 27,55 %), d’Ashkelon 17,65 % (19,05 %) et de Beer-Sheva 13,77 % (18,85 %) ainsi que dans celle d’Haïfa 12,21 % (28,91 %).

| Année   | Chef de file     | %                            | Voix                         | Rang                         | Sièges   | Gouvernement                                                 |
| ------- | ---------------- | ---------------------------- | ---------------------------- | ---------------------------- | -------- | ------------------------------------------------------------ |
| 1999    | Avigdor Liberman | 2,6                          | 86 153                       | 13e                          | 4 / 120  | Opposition (1999-2001), Sharon I (2001-2003)                 |
| 2003    | Avigdor Liberman | Au sein de l’Union nationale | Au sein de l’Union nationale | Au sein de l’Union nationale | 3 / 120  | Sharon II                                                    |
| 2006    | Avigdor Liberman | 9,0                          | 281 880                      | 5e                           | 11 / 120 | Olmert (2006-2008), opposition (2008-2009)                   |
| 2009    | Avigdor Liberman | 11,7                         | 394 577                      | 3e                           | 15 / 120 | Netanyahou II                                                |
| 2013    | Avigdor Liberman | avec Likoud                  | avec Likoud                  | avec Likoud                  | 11 / 120 | Netanyahou III                                               |
| 2015    | Avigdor Liberman | 5,1                          | 215 083                      | 8e                           | 6 / 120  | Opposition (2015-2016, 2018-2019), Netanyahou IV (2016-2018) |
| 04/2019 | Avigdor Liberman | 4,0                          | 173 004                      | 7e                           | 5 / 120  | Pas de gouvernement                                          |
| 09/2019 | Avigdor Liberman | 7,0                          | 310 154                      | 5e                           | 8 / 120  | Pas de gouvernement                                          |
| 2020    | Avigdor Liberman | 5,7                          | 263 335                      | 7e                           | 7 / 120  | Opposition                                                   |
| 2021    | Avigdor Liberman | 5,6                          | 248 391                      | 8e                           | 7 / 120  | Bennett-Lapid                                                |
| 2022    | Avigdor Liberman | 4,5                          | 213 687                      | 7e                           | 6 / 120  | Opposition                                                   |

## Principaux membres du parti

### Présidents
- Avigdor Liberman (depuis 1999)

### Élus

#### 25eKnesset (depuis 2022)
- Avigdor Liberman
- Oded Forer
- Evgeny Sova
- Sharon Nir
- Ioulia Malinovskaïa
- Hamad Amar

#### Anciens députés
- Yuri Shtern
- Danny Ayalon
- Yair Shamir
- Sofa Landver
- Robert Ilatov
- Eli Avidar
- Alex Kushnir